# Марусів Сад
Марусів Сад (до 2023 року — Платформа 936 км) — пасажирський залізничний зупинний пункт Харківської дирекції Південної залізниці, Лозівського залізничного вузла між станцією Лозова та колійним постом Дачний. Розташований на південній околиці міста Лозова Харківської області. 

## Пасажирське сполучення
На зупинному пункті Марусів Сад зупиняються приміські електропоїзди Лозівського та Синельниківського напрямків.